# ۱۸ آوریل
۱۸ آوریل در تقویم گرگوری، صد و هشتمین (در سال‌های کبیسه صد و نهمین) روز سال است. ۲۵۷ روز تا پایان سال باقی است.

## رویدادها
- ۱۸۳۱ - دانشگاه آلاباما تأسیس شد.
- ۱۸۹۷ - آغاز جنگ امپراطوری عثمانی و یونان
- ۱۹۰۶ - یک زلزله و آتش‌سوزی مهیب بخش اعظمی از سانفرانسیسکو را نابود کرد.
- ۱۹۵۴ - جمال عبدالناصر قدرت را در مصر به دست گرفت.
- ۱۹۸۰ - جمهوری زیمبابوه جانشین کشور رودزیا شد.
- ۱۹۸۳ - در حمله انتحاری به سفارت آمریکا در بیروت ۶۳ نفر کشته شدند.
- ۱۹۸۸ - حمله نیروی دریایی آمریکا به دو سکوی نفتی ایران در اواخر جنگ ایران و عراق موسوم به عملیات آخوندک که به درگیری با نیروی دریایی ایران و خوردن خسارات و تلفات به طرفین انجامید.
- ۱۹۹۲ - شورش ژنرال عبدالرشید دوستم با همکاری احمد شاه مسعود علیه محمد نجیب الله رئیس‌جمهور حزب دموکراتیک افغانستان برای تصرف کابل
- ۲۰۰۷ - در مجموعه بمبگذاری‌های خونین بغداد چندین انفجار از جمله دو حمله انتحاری به کشته شدن ۱۹۸ نفر منجر شد.

## زادروزها
- ۱۵۹۰ – احمد یکم، چهاردهمین سلطان و خلیفهٔ عثمانی از ۱۶۰۳ تا ۱۶۱۷.
- ۱۹۰۹ – کنستانتین زریق، تاریخ‌نگار سوری
- ۱۹۸۱ – سل گابتا، نوازنده ویولنسل اهل آرژانتین

## درگذشت‌ها
- آلبرت اینشتین

## مناسبت‌ها
- روز جهانی بناها و محوطه‌های تاریخی
- روز ملی کشور زیمبابوه